# Tipton (Indiana)
Tipton ist eine City und gleichzeitig Verwaltungssitz (County Seat) des Tipton County im US-amerikanischen Bundesstaat Indiana. Im Jahre 2010 lebten dort 5106 Einwohner. 

## Geographie
Tipton liegt auf 40°17'6" nördlicher Breite und 86°2'25" westlicher Länge. Etwa 50 Kilometer entfernt befindet sich Indianapolis. Die Autobahnen Interstate 65 und Interstate 69 führen in einer Entfernung von jeweils 40 Kilometern östlich bzw. westlich an Tipton vorbei.

## Geschichte

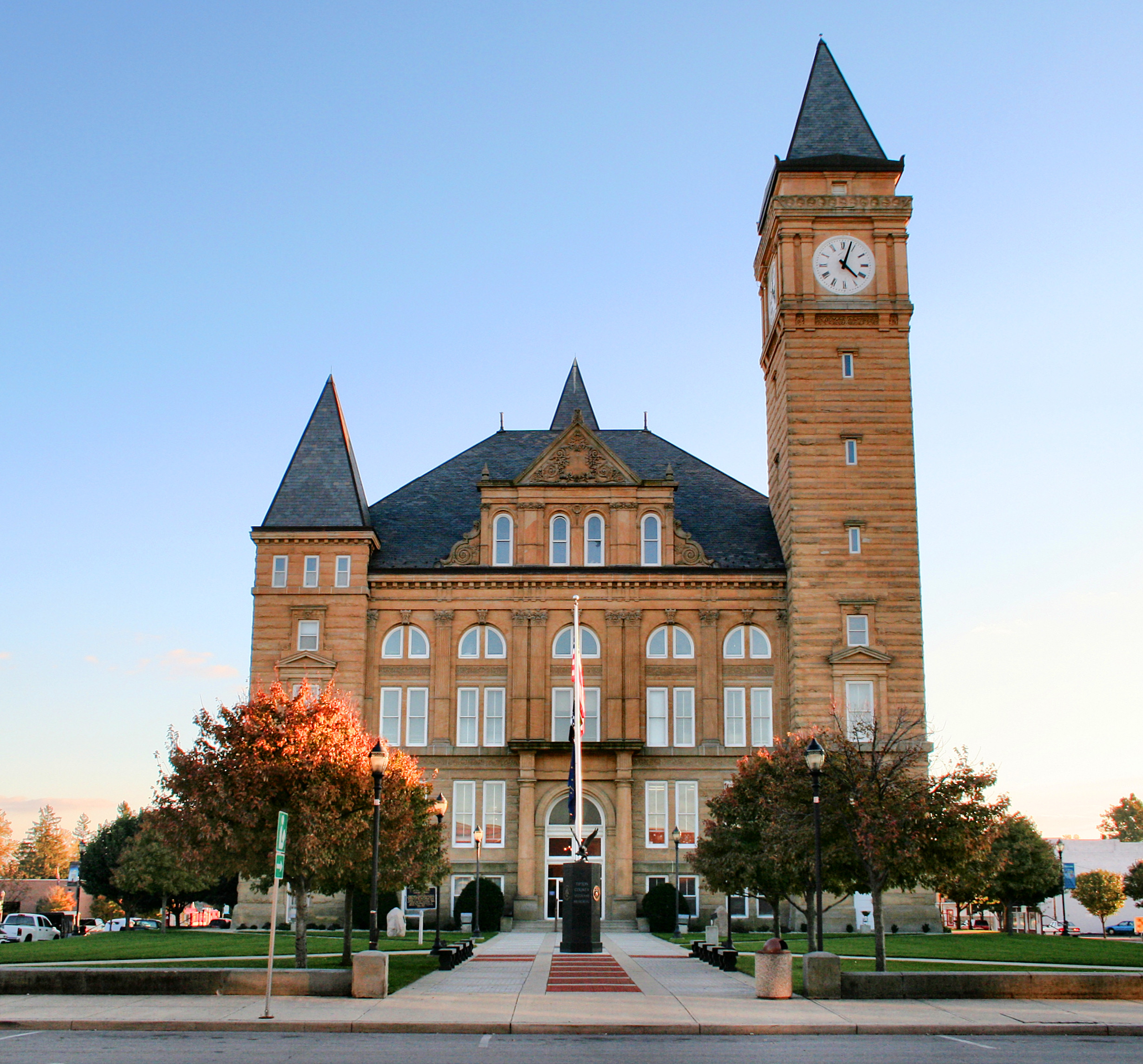
Tipton Courthouse

Die Stadt nahm den Namen Tipton zu Ehren des Brigadegenerals John Tipton für seine Verdienste in mehreren Kriegen an. Die Gründung erfolgte 1844, fünf Jahre nach dem Tod von John Tipton. Auch das County wurde ihm zu Ehren Tipton County genannt.
Seit 1969 wird in Tipton das Tipton County Pork Festival (Tipton Schweinefleisch Festival) veranstaltet. Die Schweinezucht ist in der Region weit verbreitet und das Festival wird zum Anlass genommen, um landwirtschaftliche Produkte zu zeigen, eine Parade abzuhalten und zu Barbecue mit Spareribs einzuladen. Traditionell findet das Festival stets am Labor Day eines jeden Jahres statt.

## Demografische Daten
Im Jahre 2010 wurde eine Einwohnerzahl von 5106 Personen ermittelt, was einem Rückgang gegenüber dem Jahr 2000 um 2,8 % entspricht. Das Durchschnittsalter der Bewohner betrug 2010 39,9 Jahre und entsprach damit exakt dem Durchschnittswert des Bundesstaates Indiana. Die Vorfahren von rund 20 % der Einwohner stammen aus Deutschland.

## Söhne und Töchter der Stadt
- John Bunch (1921–2010), Jazzpianist
- Harry Marker (1899–1990), Filmeditor
- Wayne B. Nottingham (1899–1964), Physiker
- Donald Tresidder (1894–1948), Arzt und Wirtschaftsmanager